# Рабство в Древнем Риме
Рабство в Древнем Риме играло важную роль в обществе и экономике.

## Общая характеристика рабства в Древнем Риме